# Zasady norymberskie
Zasady norymberskie (ang. The Nuremberg Principles), sformułowane w statucie Międzynarodowego Trybunału Wojskowego w Norymberdze (1945), zatwierdzone  rezolucją Zgromadzenia Ogólnego ONZ nr 3(I) z 13 lutego 1946 oraz nr 95(I) z 11 grudnia 1946 roku, stanowią podstawę odpowiedzialności karnej jednostek w prawie międzynarodowym. 
Wyróżniamy 6 głównych zasad:
- prawo międzynarodowe może penalizować czyny nieścigane w prawie wewnętrznym poszczególnych państw
- prawo międzynarodowe może bezpośrednio nakładać obowiązki na jednostki
- pełnione funkcje państwowe nie zwalniają od odpowiedzialności przed międzynarodowymi sądami karnymi
- działania na rozkaz nie stanowi czynnika zwalniającego z odpowiedzialności za popełnione czyny
- katalog zbrodni podlegających ściganiu zostanie ustalony aktami prawa międzynarodowego (pierwszy taki katalog znajdujemy już w statucie MTW)
- jednostki mogą ponosić odpowiedzialność za te zbrodnie z mocy samego prawa międzynarodowego

Zasady te (takie jak zakaz brutalnego traktowania jeńców i ludności cywilnej; rabunku czy dokonywania zniszczeń nie usprawiedliwionych koniecznością wojenną) formułowano wzorując się na normach konwencji genewskich i haskich od dawna akceptowanych przez większość państw (w tym Niemcy).
21 listopada 1947 Komisja Prawa Międzynarodowego otrzymała od Zgromadzenia Ogólnego polecenie ułożenia projektu Międzynarodowego Kodeksu Karnego wzorowanego na Zasadach Norymberskich. 
Projekt w ostatecznej wersji omawiał w art. 1 przestępstwa przeciwko pokojowi i bezpieczeństwu ludzkości. Był oparty na wspomnianych Zasadach oraz na Konwencji z 1948 r. a w sprawie przestępstw przeciw pokojowi na Konwencji z 1933 r. z uzupełnieniami.
Przedstawiony w Zgromadzeniu został 4 grudnia 1954 odłożony do czasu zdefiniowania agresji (co nastąpiło 14 grudnia 1974), następnie sprawa została ponownie odłożona. Dopiero w latach 90 wznowiono działania, w wyniku których powstał oparty na Zasadach Norymberskich Międzynarodowy Trybunał Karny.